# Camponotus arrogans
Camponotus arrogans é uma espécie de inseto do gênero Camponotus, pertencente à família Formicidae.